# Arie Rustenburg
Arie Rustenburg is een Nederlands acteur. Hij speelde onder andere de rol van Clayton in de musical Tarzan.

## Carrière
In 1995 behaalde hij zijn havo-diploma, waarna hij afstudeerde aan de toneelschool van de Hogeschool voor de kunsten Arnhem.
Op televisie was hij te zien in Kicken, Kees & Co, Goede tijden, slechte tijden, De geheime dienst en Westzijde Posse, op het witte doek in De Tweeling en Snacken.
In 2000 en 2004 nam hij deel aan Poetry International.
In het theater was Rustenburg te zien in Othello, Psalmen, De zelfmoord van de meisjes, Brownbread, All for Love, Badgasten, Elisabeth, Pleuris, Dik Trom, Twee Cowboys, Groot en Klein, A Woman of No Importance en Antigone.

## Privéleven
Rustenburg woont in Utrecht en is een fanatiek salsadanser.